# Villemade
Villemade é uma comuna francesa na região administrativa de Occitânia, no departamento de Tarn-et-Garonne. Estende-se por uma área de 9,21 km². Em 2010 a comuna tinha 774 habitantes (densidade: 84 hab./km²).